# Мармузиха
Мармузиха (біл. Мармузіха) — озеро в Житковицькому районі Гомельської області, за 12 км на південь від міста Житковичі, 2,8 км на схід від села Борки, на лівобережній заплаві річки Прип'ять.
Озеро старичне. Довжина 0,4 км, найбільша ширина 0,05 км. Південна частина озера істотно заростає. На північ від озера знаходиться велика мережа меліоративних каналів.